# Manuel Monge
Manuel Monge è un comune del Venezuela situato nello Stato di Yaracuy.
Il capoluogo del comune è la città di Yumare.